# Handball aux Jeux africains de 1987
Navigation
Alger 1978 Le Caire 1991
La compétition de handball aux Jeux africains de 1987 a lieu du 2 au 11 août 1987 à Nairobi au Kenya.
Deux tournois, masculin et féminin, ont lieu. Chez les hommes, l'Algérie bat en finale la RP Congo. Le tournoi féminin est remporté par la Côte d'Ivoire qui bat en finale la RP Congo.

## Tournoi masculin

### Équipes qualifiées
- Kenya (Pays hôte)
- Algérie (Zone I)
- Sénégal (Zone II)
- aucun (Zone III)
- RP Congo et  Cameroun (Zone IV)
- Égypte (Zone V)
- Mozambique (Zone VI)
- Madagascar (Zone VII)

### Effectifs
- Algérie[1] : Mohamed Maachou (GB), Mohamed Hachemi (GB), Bachir Dib (GB),  Soufiane Khalfallah, Sid Ahmed Tekfa, Abdelkrim Chouchaoui, Fethnour Lacheheb, Salahedine Agrane, Nabil Rouabhi, Benali Beghouach, Nouredine Khelil, Abdeldjalil Bouanani, Mounir Ben Merabet, Hassen Aït Abdeslem, Sid Ahmed Ledraa, Mokrane Gherbi. Entraineur : Fodil Hassen Khodja.

### Phase de groupes
- Qualifiée pour la phase finale
- Éliminé
- Forfait

#### Groupe A
|   | Équipe     | Pts | J | G | N | P | Bp  | Bc | Diff |
| - | ---------- | --- | - | - | - | - | --- | -- | ---- |
| 1 | RP Congo   | 5   | 3 | 2 | 1 | 0 | 107 | 47 | 60   |
| 2 | Égypte     | 5   | 3 | 2 | 1 | 0 | 95  | 62 | 33   |
| 3 | Madagascar | 2   | 3 | 1 | 0 | 2 | 00  | 00 |      |
| 4 | Kenya      | 0   | 3 | 0 | 0 | 3 | 00  | 00 |      |

Les résultats sont :
| Date                 | Équipe 1 | Score   | Équipe 2   |
| -------------------- | -------- | ------- | ---------- |
| Dimanche 2 août 1987 | RP Congo | 24 – 24 | Égypte     |
| Dimanche 2 août 1987 | Kenya    | ? – ?   | Madagascar |
| Mardi 4 août 1987    | RP Congo | 41 – 17 | Madagascar |
| Mardi 4 août 1987    | Kenya    | 15 – 44 | Égypte     |
| Jeudi 6 août 1987    | Égypte   | 27 – 23 | Madagascar |
| Jeudi 6 août 1987    | Kenya    | 06 – 42 | RP Congo   |

#### Groupe B
|   | Équipe     | Pts | J | G | N | P | Bp | Bc | Diff |
| - | ---------- | --- | - | - | - | - | -- | -- | ---- |
| 1 | Algérie    | 4   | 2 | 2 | 0 | 0 | 46 | 31 | 15   |
| 2 | Cameroun   | 1   | 2 | 0 | 1 | 1 | 35 | 40 | -5   |
| 3 | Sénégal    | 1   | 2 | 0 | 1 | 1 | 28 | 38 | -10  |
| 4 | Mozambique | 0   | 0 | 0 | 0 | 0 | 0  | 0  |      |

| Date                 | Équipe 1 | Score           | Équipe 2 |
| -------------------- | -------- | --------------- | -------- |
| Dimanche 2 août 1987 | Cameroun | 16 – 16         | Sénégal  |
| Mercredi 5 août 1987 | Algérie  | 22 – 12 (11-05) | Sénégal  |
| Vendredi 7 août 1987 | Algérie  | 24 – 19 (12-08) | Cameroun |

Lors du deuxième match de la poule, l'Algérie bat le Sénégal 22 à 12 (mi-temps 11-5) au Nyayo National Stadium
- Algérie : Lehachemi, Lacheheb (2 buts), Beghouach (6), Chouchaoui (2), Rouabhi (3), Agrane (2), Aït Abdeslam, Ledraa (9), Khelil (3), Khalfallah (3), Bouanani. Entraineur : Hassen Khodja.
- Sénégal : Fall, Goudiaby (2 buts), Sounbounou (2), Diop, Ndoy (1), Ndiaye, Thiof Claire (2), Niang, Thior Cecile, Diop Assietou, Diagre Seck (1), Diaha (1).

### Phase finale
Les résultats des demi-finales, et des finales sont :
|  | Demi-finales | Demi-finales |                        |         | Finale       | Finale       |
|  | Demi-finales | Demi-finales |                        |         | Finale       | Finale       |
|  |              |              |                        |         |              |              |
|  | 9 août 1987  | 9 août 1987  |                        |         | 11 août 1987 | 11 août 1987 |
|  | 9 août 1987  | 9 août 1987  |                        |         | 11 août 1987 | 11 août 1987 |
|  | Algérie      | 18 (10)      |                        |         | 11 août 1987 | 11 août 1987 |
|  | Algérie      | 18 (10)      |                        |         | 11 août 1987 | 11 août 1987 |
|  | Égypte       | 17 (9)       |                        |         | 11 août 1987 | 11 août 1987 |
|  | Égypte       | 17 (9)       | Algérie                | 17 (10) |              |              |
|  | 9 août 1987  |              | Algérie                | 17 (10) |              |              |
|  |              | RP Congo     | 15 (5)                 |         |              |              |
|  | RP Congo     | RP Congo     | 15 (5)                 | 17      |              |              |
|  | RP Congo     |              |                        | 17      |              |              |
|  | Cameroun     | 16           |                        |         |              |              |
|  | Cameroun     | 16           | Match pour la 3e place |         |              |              |
|  |              |              |                        |         |              |              |
|  | 11 août 1987 |              |                        |         |              |              |
|  |              |              |                        |         |              |              |
|  | Égypte       | 17           |                        |         |              |              |
|  | Égypte       | 17           |                        |         |              |              |
|  | Cameroun     | 11           |                        |         |              |              |
|  | Cameroun     | 11           |                        |         |              |              |

### Classement final
| Rang                        | Pays       |
| --------------------------- | ---------- |
| Médaille d'or, Afrique      | Algérie    |
| Médaille d'argent, Afrique  | RP Congo   |
| Médaille de bronze, Afrique | Égypte     |
| 4                           | Cameroun   |
| 5 à 7                       | Madagascar |
| 5 à 7                       | Sénégal    |
| 5 à 7                       | Kenya      |

## Tournoi féminin

### Équipes qualifiées
- Kenya (Pays hôte)
- Algérie (Zone I)
- Sénégal (Zone II)
- Côte d'Ivoire (Zone III)
- RP Congo et  Cameroun (Zone IV)
- Tanzanie (Zone V)
- Mozambique (Zone VI)
- Madagascar (Zone VII)

La participation de Madagascar, du Mozambique et de la Tanzanie n'est pas certaine.

### Effectifs
- Algérie[1] : Lynda Ménia (GB), Assia Foudad (GB), Samia Bensegheir (GB), Saïda Gasmi, Habiba Dindah, Khalissa Semaoun, Soraya Ahdjoudj,  Djamila Bouziane  , Nadra Aouka, Aïcha Kouta, Zakia Laalem, Fatiha Mokadem, Hassiba Smail, Karima Bouderballa, Nadia Bounemri, Fatima Khlifati . -  Sélectionneurs : Soraya Moussaoui   et Abdelaziz Moussa

### Phase de groupes
Poule A
1. RP Congo, qualifié pour les demi-finales
2. Sénégal, qualifié pour les demi-finales
3. Kenya
4. inconnu

Parmi les résultats, on trouve : 
- RP Congo bat  Sénégal 16 à 04

Poule B
|   | Équipe        | Pts | J | G | N | P | Bp | Bc | Diff |
| - | ------------- | --- | - | - | - | - | -- | -- | ---- |
| 1 | Côte d'Ivoire | 3   | 2 | 1 | 1 | 0 | 49 | 29 | 20   |
| 2 | Cameroun      | 3   | 2 | 1 | 1 | 0 | 32 | 27 | 5    |
| 3 | Algérie       | 0   | 2 | 0 | 0 | 2 | 24 | 49 | -25  |

| Date        | Équipe 1      | Score   | Équipe 2      |
| ----------- | ------------- | ------- | ------------- |
| 2 août 1987 | Cameroun      | 16 – 11 | Algérie       |
| 4 août 1987 | Cameroun      | 16 – 16 | Côte d'Ivoire |
| 6 août 1987 | Côte d'Ivoire | 33 - 13 | Algérie       |

### Phase finale
Les résultats des demi-finales et des finales sont :
|  | Demi-finales  | Demi-finales |                        |    | Finale       | Finale       |
|  | Demi-finales  | Demi-finales |                        |    | Finale       | Finale       |
|  |               |              |                        |    |              |              |
|  | 8 août 1987   | 8 août 1987  |                        |    | 11 août 1987 | 11 août 1987 |
|  | 8 août 1987   | 8 août 1987  |                        |    | 11 août 1987 | 11 août 1987 |
|  | Côte d'Ivoire | 20           |                        |    | 11 août 1987 | 11 août 1987 |
|  | Côte d'Ivoire | 20           |                        |    | 11 août 1987 | 11 août 1987 |
|  | Sénégal       | 12           |                        |    | 11 août 1987 | 11 août 1987 |
|  | Sénégal       | 12           | Côte d'Ivoire          | 22 |              |              |
|  | 8 août 1987   |              | Côte d'Ivoire          | 22 |              |              |
|  |               | RP Congo     | 11                     |    |              |              |
|  | RP Congo      | RP Congo     | 11                     | 16 |              |              |
|  | RP Congo      |              |                        | 16 |              |              |
|  | Cameroun      | 14           |                        |    |              |              |
|  | Cameroun      | 14           | Match pour la 3e place |    |              |              |
|  |               |              |                        |    |              |              |
|  | 11 août 1987  |              |                        |    |              |              |
|  |               |              |                        |    |              |              |
|  | Sénégal       | 12           |                        |    |              |              |
|  | Sénégal       | 12           |                        |    |              |              |
|  | Cameroun      | 20           |                        |    |              |              |
|  | Cameroun      | 20           |                        |    |              |              |

Match pour la cinquième place :  Algérie bat  Kenya 18 à 13 (mi-temps 16-06).

### Classement final
| Rang                        | Pays          |
| --------------------------- | ------------- |
| Médaille d'or, Afrique      | Côte d'Ivoire |
| Médaille d'argent, Afrique  | RP Congo      |
| Médaille de bronze, Afrique | Cameroun      |
| 4                           | Sénégal       |
| 5                           | Algérie       |
| 6                           | Kenya         |
| 7                           | inconnu       |